# Fred Hansen
Frederick Morgan „Fred“ Hansen (* 29. prosince 1940 Cuero, Texas) je bývalý americký atlet, olympijský vítěz ve skoku o tyči.

## Sportovní kariéra
V roce 1963 byl jeho osobní rekord ve skoku o tyči 490 cm, v následující olympijské sezóně si však výrazně zlepšil svůj osobní rekord. Vytvořil nejdříve 5. června 1964 světový rekord výkonem 520 cm, 13. června ho vylepšil na 523 cm a 13. července dokonce na 528 cm.
Stal se tak favoritem olympijském finále v Tokiu. Laťku ve výši 500 cm zdolali čtyři závodníci. Hansen vynechal následující zvýšení laťky na 505 cm a 510 cm skočil jako jediný na třetí pokus a stal se vítězem. Krátce po tokijské olympiádě skončil s aktivní kariérou.